# Villa Montfeld
La Villa Montfeld est une résidence historique dans la commune d'El-Biar, wilaya d'Alger qui sert de résidence à l'ambassadeur des États-Unis en Algérie. En 2017, les États-Unis classe la Villa Montfeld dans le Registre des biens d’importance culturelle (en).

## Historique
La maison intiale est construite entre 1853 et 1863. La Villa Montfeld est située Chemin Cheikh Bachir Ibrahimi, anciennement Beaurepaire, à El-Biar, sur les hauteurs d'Alger. L'architecte anglais Benjamin Bucknall (en) la restructure entre 1876 et 1895 dans une architecture néo-mauresque. Benjamin Bucknall aurait bénéficié de la démolition d'une partie de la Casbah d'Alger pour acheter des tuiles anciennes, des piliers, des arches et d’autres éléments décoratifs d’anciennes habitations turques et mauresques et les a utilisés à Montfeld. 
La villa est achetée le 13 juin 1947 par le gouvernement des États-Unis. Elle devient consulat général, puis ambassade après la reconnaissance officielle de l'Algérie par les États-Unis le 29 septembre 1962. 
À partir de 1979, alors que la Villa Montfeld est la résidence de l'ambassadeur des États-Unis, des négociations secrètes se tiennnent entre Américains et Iraniens pour résoudre la crise des otages américains en Iran. En 1980, le Secrétaire d’Etat Adjoint Warren Christopher  vient à de nombreuses reprises à Alger, la Villa Montfeld est alors son quartier général, pour négocier un accord en vertu duquel les otages seraient libérés. Les négociateurs, sont assistés de diplomates algériens sous l'autorité du Ministre des Affaires Étrangères Mohamed Seddik Benyahia. Ces négociations aboutissent aux accords d’Alger du 19 janvier 1981 qui permettent la libération de 52 otages américains après plus de 14 mois de détention.
En 2017, les États-Unis classe la Villa Montfeld dans le Registre des biens d’importance culturelle (en) comme « bien de valeur culturelle et historique ». Ce patrimoine compte en 2019, 26 propriétés protégées à travers le monde,.